# 宮内凛
宮内 凛（みやうち りん、5月1日 - ）は、日本のアイドル・プロデューサーである。女性アイドルグループ・まねきケチャの元メンバーであった。担当カラーは青、属性は水、まねき獣はかわうそであった。身長159cm、栃木県出身。

## 来歴
- 2023年3月20日、まねきケチャを卒業。
- 2025年3月、Astle株式会社を退職[1]。

## 人物

### 性格
- 意志が強く、真面目な性格である。真面目すぎると怒られることがある。熱が40度あってもそれを隠してステージに立つほどのプロ意識の持ち主[2]。
- 飾らない性格であり、ファンともフレンドリーに接する[3]。

### 嗜好
- 好きなものはアイドル、ラーメン、背脂、激辛、グラビア[2]。
- 好きな食べものは二郎系ラーメン[2]。
- 嫌いなものはパクチー、肉の脂、魚の皮、満員電車[4]。

### 趣味
- 趣味はInstagramでラーメンを検索すること、アイドルの応援、グラビアアイドル鑑賞[2]。

### 特技
- 特技は振りコピ、側転、すぐ人と仲良くなれること。また、無駄な特技は似顔絵を特徴だけを捉えて描くこと[4]。

### その他
- 愛称はりんりん、りんちゃん。
- 高校生の頃、地元の朝鮮料理屋でバイトをしていた。その料理屋の店長とは知り合いであり、その頃から韓国が好きなため、朝鮮語の勉強にもなると考えた[5]。
- 2023年春をもってまねきケチャを卒業[6]。
- 現在はアイドルグループ「幻想喫茶店」[7]のプロデューサーを務める。

## 書籍

### 雑誌
- フォトテクニックデジタル 5月号（2017年5月25日、玄光社）- 栗田恵美と共に表紙
- ヤングアニマル嵐（2018年5月1日、白泉社）- 表紙
- ヤングチャンピオン烈（2019年2月19日・2023年3月22日、秋田書店）- 表紙
- ヤングガンガン（2021年2月5日、スクウェア・エニックス）- 松下玲緒菜と共に表紙
- ヤングチャンピオン（2021年3月23日、秋田書店）‐ 表紙

### 写真集
- 1st写真集「凛と」（2021年3月26日、秋田書店）[8]
- 2nd写真集「with.」（2023年3月24日、秋田書店）[9]

## 出演

### テレビ
- 深夜に発見！新shock感～一度おためしください～（2018年6月18日・25日、テレビ東京）

### モデル
- 古着屋9090（2020年2月21日、ネット掲載）